# Beccariana (Bulbophyllum)
Beccariana es una sección del género Bulbophyllum perteneciente a la familia de las orquídeas.   La especie tipo es: Bulbophyllum pahudii [De Vr] Rchb.f 1861
Caracterizado por el pedúnculo umbelado y acortado, así como la columna y el labio que están cercanos de la sección Sestochilos.

## Especies
1. Bulbophyllum aeolium Ames 1914 the Filipinas
2. Bulbophyllum apertum Schlechter 1906 Tailandia, Indonesia, Borneo, Molucas y Célebes
3. Bulbophyllum binnendijkii J.J. Sm. 1905
4. Bulbophyllum bruneiense J.J.Verm. & A.L.Lamb 2008 Borneo
5. Bulbophyllum cornutum [Blume]Rchb.f 1861 Borneo, Java y Filipinas
6. Bulbophyllum cuspidipetalum J.J. Sm. 1908 Borneo y Malasia
7. Bulbophyllum decurviscapum J.J. Sm. 1932 Borneo
8. Bulbophyllum deviantiae J.J.Verm. & P.O'Byrne 2008
9. Bulbophyllum ecornutum J.J. Sm 1914 Thailand, Sumatra, Borneo, Bali y Java
10. Bulbophyllum elevatopunctatum J.J. Sm. 1920
11. Bulbophyllum haematostictum J.J.Verm. & A.L.Lamb 2008 Sarawak, Brunéi y Sabah Borneo
12. Bulbophyllum incisilabrum J.J.Verm. & P.O'Byrne 2003 Sulawesi
13. Bulbophyllum inunctum J.J. Sm. 1906 Borneo y Malasia
14. Bulbophyllum kubahense J.J. Verm. & A. Lamb 2011 Borneo
15. Bulbophyllum lasianthum Lindl. 1855 Java, Sumatra, Borneo y Malaysia
16. Bulbophyllum maculosum Ames 1915 Penninsular Malaysia, Borneo y Filipinas
17. Bulbophyllum mahakamense J.J.Sm.1909 penninsular Malasia, Sumatra y Borneo
18. Bulbophyllum membranifolium Hook. f. 1896 Perak Malasia, Sabah, Sarawak, Sumatra y Filipinas
19. Bulbophyllum nabawanense J.J.Wood & A.L.Lamb 1994 Borneo
20. Bulbophyllum ornatum Schltr. 1913 Nueva Guinea
21. Bulbophyllum otochilum J.J.Verm 1991 Borneo
22. Bulbophyllum pahudii [De Vr] Rchb.f 1861 Java
23. Bulbophyllum pustulatum Ridl. 1903 Malasia y Borneo
24. Bulbophyllum refractilingue J.J. Sm. 1931 Borneo
25. Bulbophyllum reticulatum Bateman 1866 Borneo
26. Bulbophyllum rugosum Ridl. 1896 Malaysia, Sumatra y Borneo
27. Bulbophyllum sanguineomaculatum Ridl. 1896  Malasia, Borneo, Sulawesi y Filipinas
28. Bulbophyllum signatum J.J. Vermeulen 1996 Sarawak, Borneo
29. Bulbophyllum singaporeanum Schltr. 1911 Singapur, Johore Malasia y Borneo
30. Bulbophyllum subumbellatum Ridl. 1895 Malasia y Borneo
31. Bulbophyllum taeter J.J.Verm. 1996 Borneo
32. Bulbophyllum uniflorum [Bl.]Hassk. 1844 Sumatra, Java, Borneo y Fhilipinas
33. Bulbophyllum univenum J.J.Verm.1993 Sulawesi
34. Bulbophyllum vinaceum Ames & C. Schweinf. 1920 Sabah, Borneo
35. Bulbophyllum virescens J.J. Sm. 1907 Malaysia, the Molucas y Sumatra